# Jonquières (Tarn)
Jonquières é uma comuna francesa na região administrativa da Occitânia, no departamento de Tarn. Estende-se por uma área de 12.2 km², e possui 442 habitantes, segundo o censo de 2018, com uma densidade de 36 hab/km².